# بوديموس
بوديموس (بالعربية: قادرون) هي تنسيقية تعمل ببرنامج اليسار الاجتماعي ضد الفساد السياسي والاقتصادي في إسبانيا، وأصبحت حزبا سياسيا في يناير سنة 2014. والوجه البارز لهذه الحركة هو دكتور العلوم السياسية بابلو إغليسياس. بعد أربعة أشهر من تشكيلها، خاضت بوديموس الانتخابات الأوروبية عام 2014، حققت فيها خمسة مقاعد (من أصل 54) أي 7.98٪ من الأصوات، مما جعلها القوة الرابعة في إسبانيا.
يعتبر بوديموس حزبا إصلاحيًا وليس يساريًا راديكاليًا، رغم أن قياداته السياسية غالبها من اليسار المناهض للرأسمالية بشكل عام، لكن لا يتبنى الأيديلوجيا الاشتراكية كمنهج. ولم يحسم الحزب بعد موقفه حول القضايا الدولية، إذ لم تناقش أي وثيقة لا فيما يخص القضية الفلسطينية ولا قضية القوميات وحق تقرير المصير ولا مواقفه من الأنظمة العالمية.
وبعد أن فتح الحزب التسجيل أمام مؤيديه، جمع في ال 20 يوم الأولى أكثر من 100,000 عضوا، مما جعله الحزب الثالث من حيث عدد المنتمين لعضويته، وحاليا يحتل المركز الثاني بحوالي 200,000 مُنْتَمٍ. وفي نوفمبر 2014 أصبح الحزب الأول في البلاد وفقا لاستطلاعات الرأي.

## تاريخ
بعد «الاحتجاجات الإسبانية 2011-2012» التي تزعمتها حركة الغاضبين المعروفة اختصارا بحركة «15 إم»، المتأثرة بالربيع العربي، خرجت عدة مبادرات لتحويل تلك الحركة إلى حزب إكس سنة 2013 وبوديموس سنة 2014. نجح أعضاء الحركة وأغلبهم من الشباب في اكتساح الرأي العام عبر شبكات التواصل الاجتماعي ومنها تويتر وفيسبوك وجرائد رقمية بديلة عن وسائل الاعلام الكلاسيكية التي حاربت الحزب بشكل ملفت.
شارك حزب بوديموس في الانتخابات الأوروبية التي أجريت في 25 مايو 2014، وحصل على 7,98 في المائة من الأصوات وعلى خمسة مقاعد بالبرلمان الأوروبي، وأصبح بذلك رابع قوة سياسية بإسبانيا وراء الحزب الشعبي (23 نائبا)، وحزب العمال الاشتراكي الإسباني (14 نائبا) واليسار المتعدد (6 نواب).
قرر الحزب عدم الخوض في الانتخابات البلدية المزمع عقدها في مايو 2015 لعدم استعداده وتخوفه من إمكانية اختراق أعداءه لصفوفه، ففضل التريث وإعطاء الفرصة لتنسيقية أخرى تدعى غانيموس (لننتصر- انتصر في صيغة الجمع) لقدرة هذه الأخيرة على التأقلم والتجاوب الرزين مع الخصوصيات الإقليمية والقومية لإسبانيا، من أجل السماح لبوديموس التفرغ للاستعداد لخوض معركة الاستحقاق البرلماني لانتخاب رئيس الحكومة المقبل للبلاد.

## أنظر أيضًا
- دينا بوسلهام